# 언라이선스
언라이선스(Unlicense)는 반저작권 메시지에 초점을 둔 퍼블릭 도메인 동등 라이선스이다. 2010년 1월 1일(퍼블릭 도메인의 날)에 처음 출시되었다. 언라이선스는 퍼블릭 도메인 웨이버 텍스트를 제공한다. 2015년, 깃허브는 깃허브의 5,100,000개 라이선스 프로젝트들 중 약 102,000개가 언라이선스를 사용한다고 보고했다.

## 같이 보기
- 크리에이티브 커먼즈 라이선스
- WTFPL